# St Conan’s Kirk
St Conan’s Kirk es un templo de la Iglesia de Escocia, situado junto al Loch Awe, en Argyll y Bute, Escocia. El edificio es un  monumento clasificado con categoría A desde 1971 y una importante atracción turística de la zona, junto al cercano Castillo de Kilchurn.

## Historia
La construcción del templo fue diseñada y promovida por el arquitecto autodidacta Walter Douglas Campbell, un hermano menor del primer barón Blythswood. Según la tradición popular, la anciana madre de Walter se quejó de tener que conducir hasta el templo situado en Dalmally para asistir a misa, por lo que su familia decidió construir una pequeña capilla en sus terrenos. Walter presentó el primer diseño de la misma en 1886, que consistía en una capilla bastante simple de planta rectangular dedicada a San Conan.
Posteriormente, y posiblemente influenciado por las noticias de la construcción de la Sagrada Familia de Barcelona, empezó a diseñar una estructura mucho más compleja que comenzó a construir en 1907, y a la cual dedicó el resto de su vida. El diseño incluyó algunas de las ideas características de la obra de Antoni Gaudí, como la inclusión de elementos modernistas novedosos, la financiación de la misma basada en donativos y el deseo expreso de emplear materiales y artesanos locales durante su construcción. Tras la muerte de Walter en 1914 y la suspensión de los trabajos durante la Primera Guerra Mundial, su hermana Helen se encargó de dar continuidad a los planes de Walter, hasta su muerte en 1927. La construcción del templo se terminó en 1930.

## Elementos arquitectónicos de interés
La fachada norte del edificio, que contiene la entrada principal, es bastante simple en comparación con la elaborada fachada sur situada cerca de la orilla del  lago Awe. Esta fachada contiene una terraza con un reloj de sol.
Walter Douglas decidió incluir elementos arquitectónicos de varias partes de Escocia, debiendo para ello sacrificar la consistencia del proyecto. Algunos ejemplos de dichos elementos son:
- Un círculo de  "Standing Stones" típico de los asentamientos prehistóricos del norte de Escocia, situado cerca de la puerta de entrada.
- Una Cruz Celta, erigida en 1897 en memoria de su madre, Caroline Agnes Douglas de Blythswood.
- Una ventana reutilizada de la Abadía de South Leith[5]
- La puerta que da salida a la terraza-mirador sobre el  lago Awe, de  estilo normando .
- Multitud de elementos orgánicos, basados en animales o plantas, como las gárgolas en forma de perro de caza y de conejo, sillas con forma de delfín, piedras talladas en forma de búho, o  rejas artesanales con forma de planta.

En el interior hay varias capillas, de las que destacan dos que contienen dos bellas  esculturas yacentes de tamaño natural talladas en madera. La primera representa al propio arquitecto, y está situada de forma que el sol penetre por una ventana para iluminar la cara de la misma. La segunda escultura es del rey Robert the Bruce con un león a sus pies, y contiene una reliquia del mismo. La cara y las manos de esta escultura están talladas en mármol blanco. 
El tejado del claustro está formado por planchas de plomo repujado con relieves de ramas de parra. Las vigas de roble en el claustro provienen de dos barcos de la marina (entonces) recién desmantelados, el HMS Caledonia y el HMS Duke of Wellington (1852).

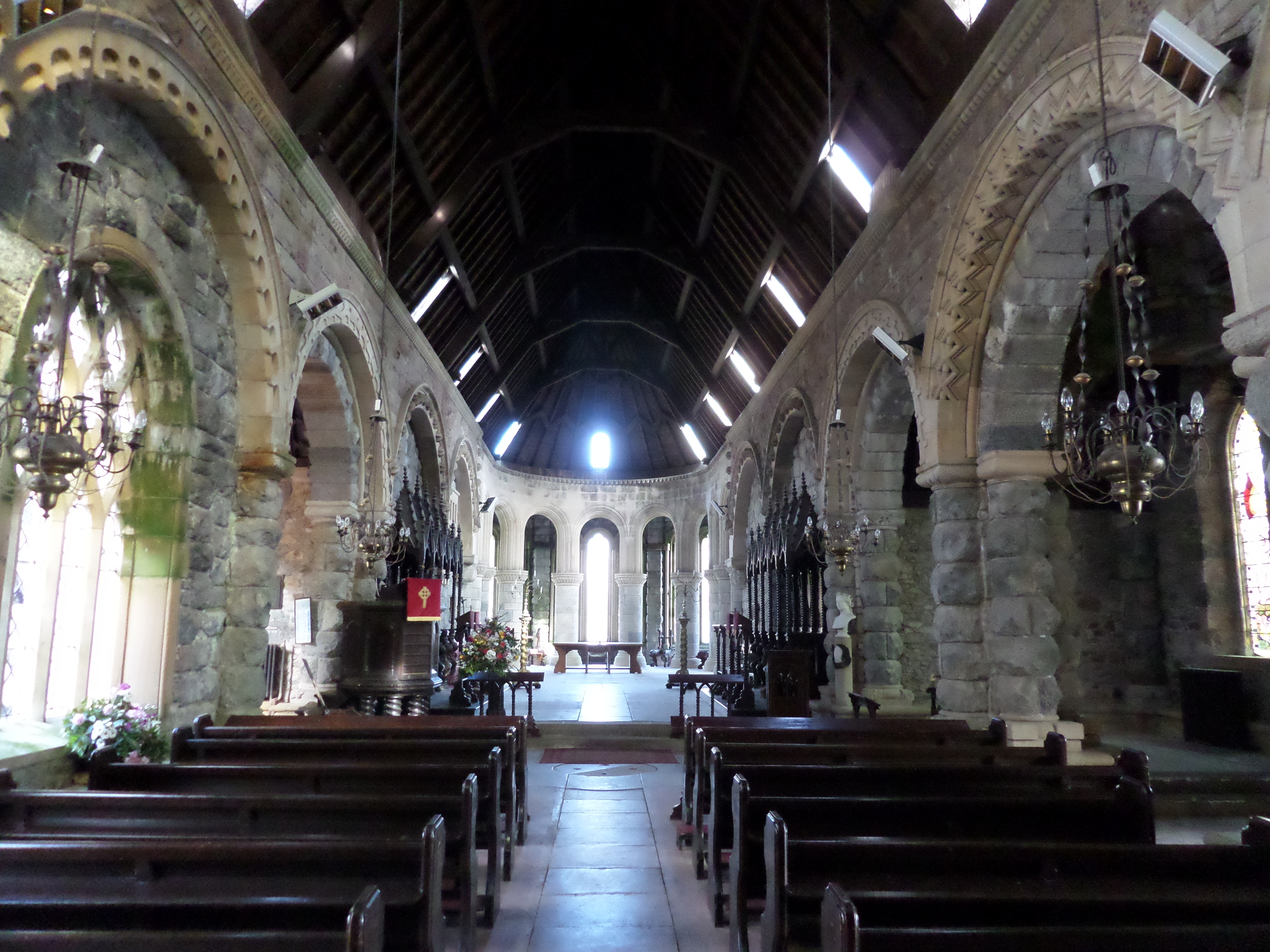
Nave principal.
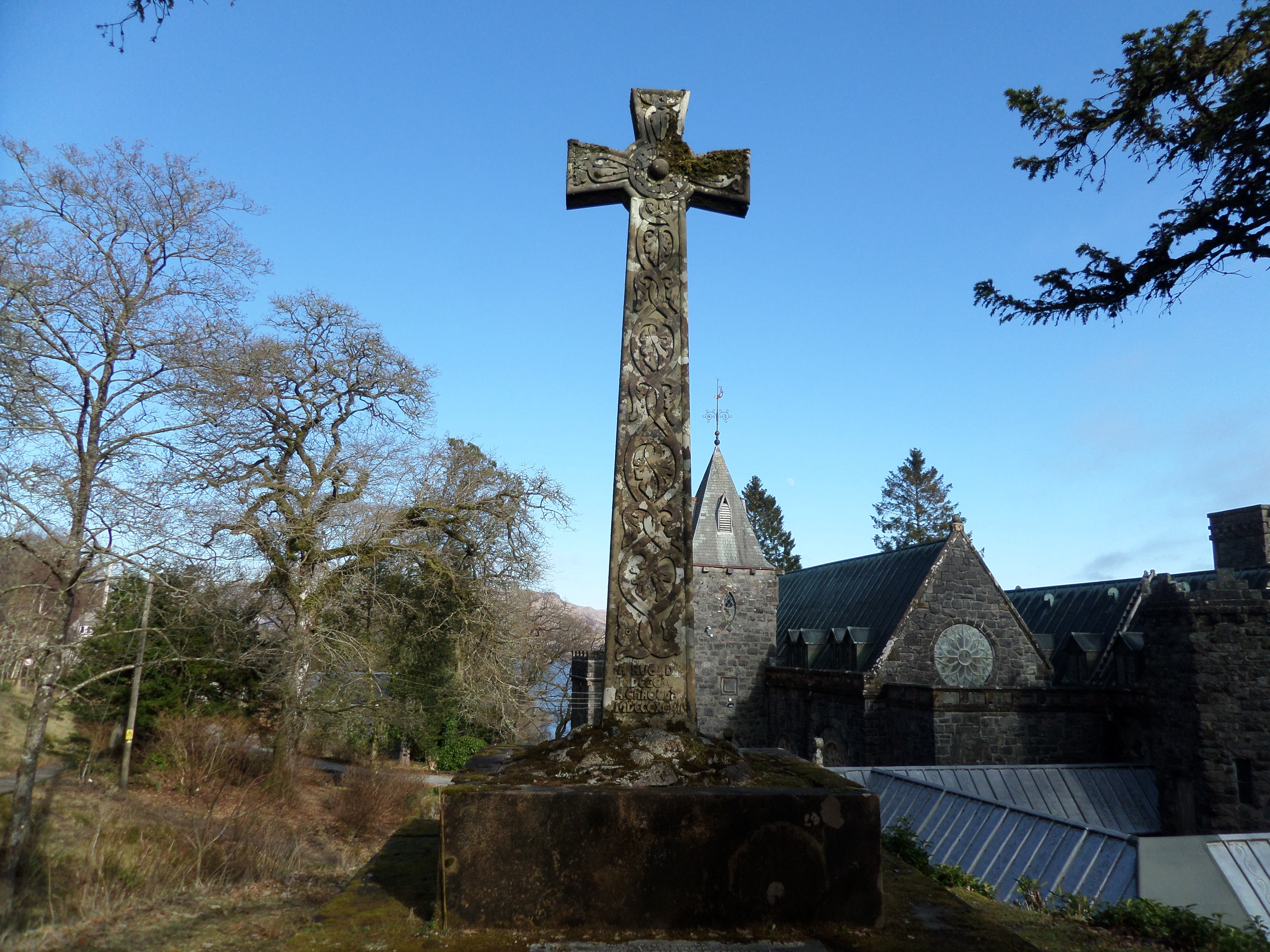
Cruz celta
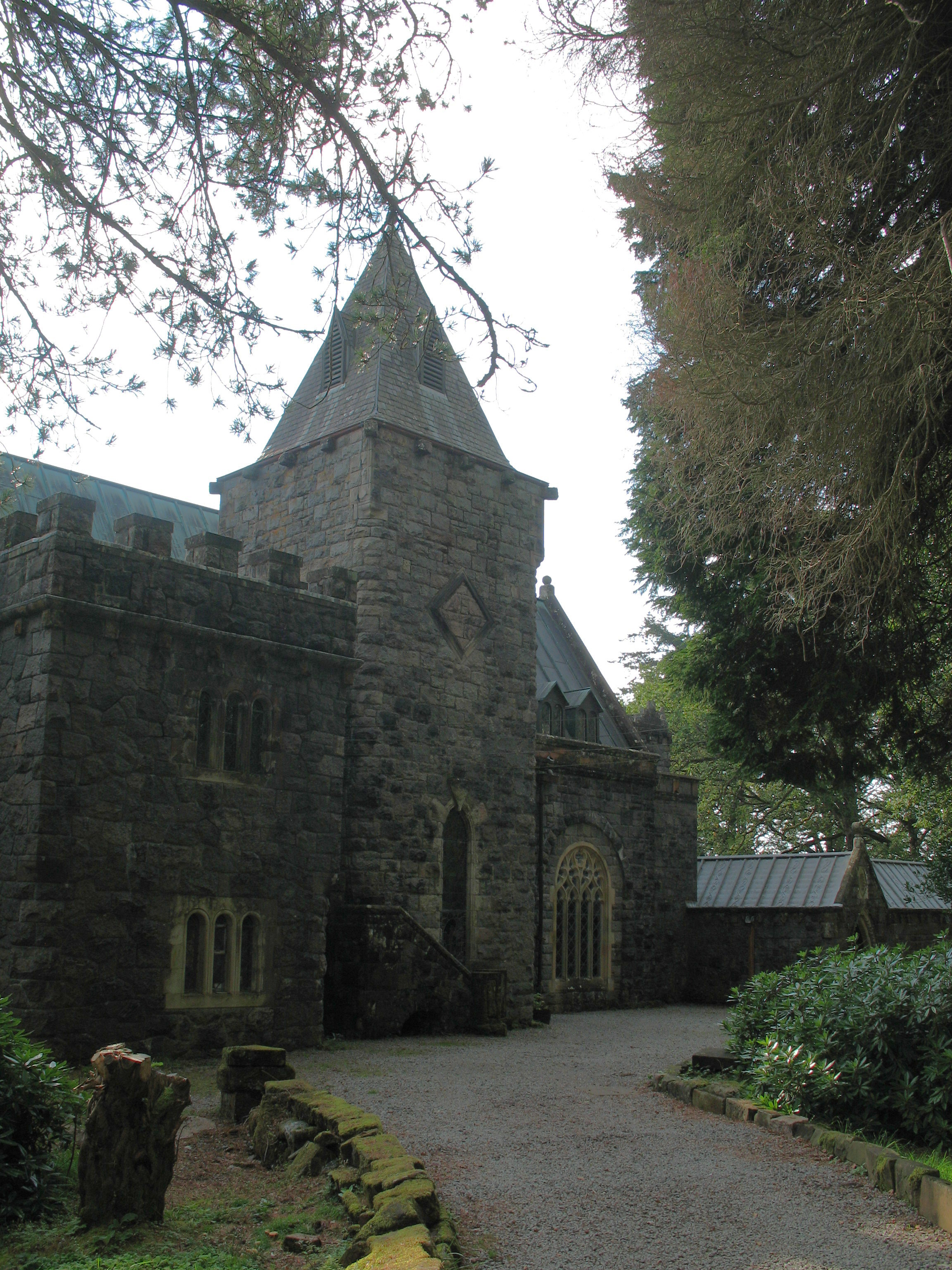
Fachada norte y entrada principal.
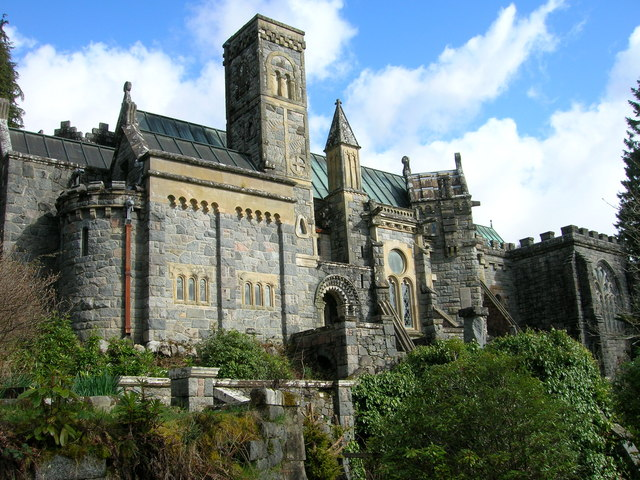
Fachada sur.
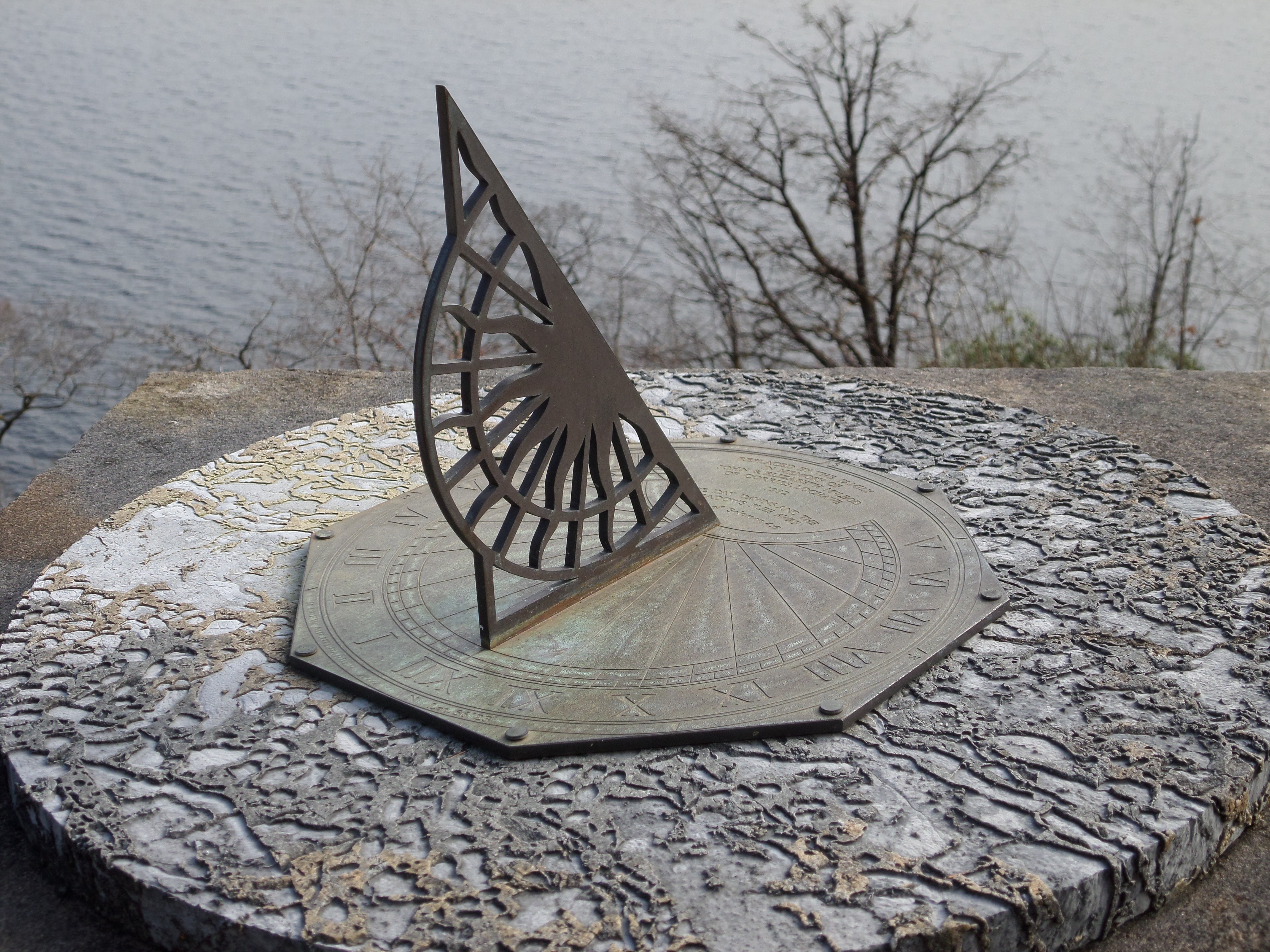
Reloj solar de la fachada sur.
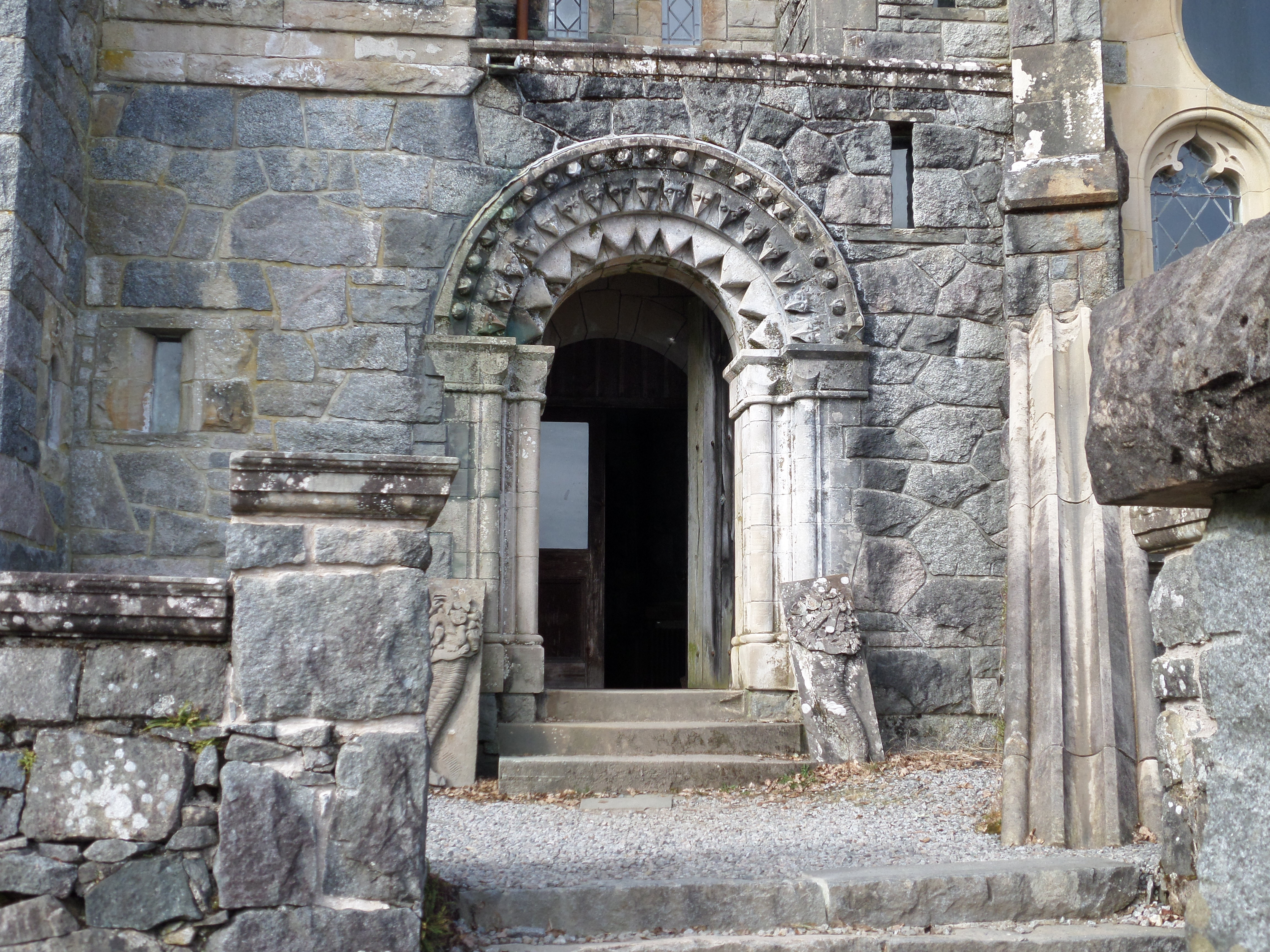
Puerta de estilo Normando
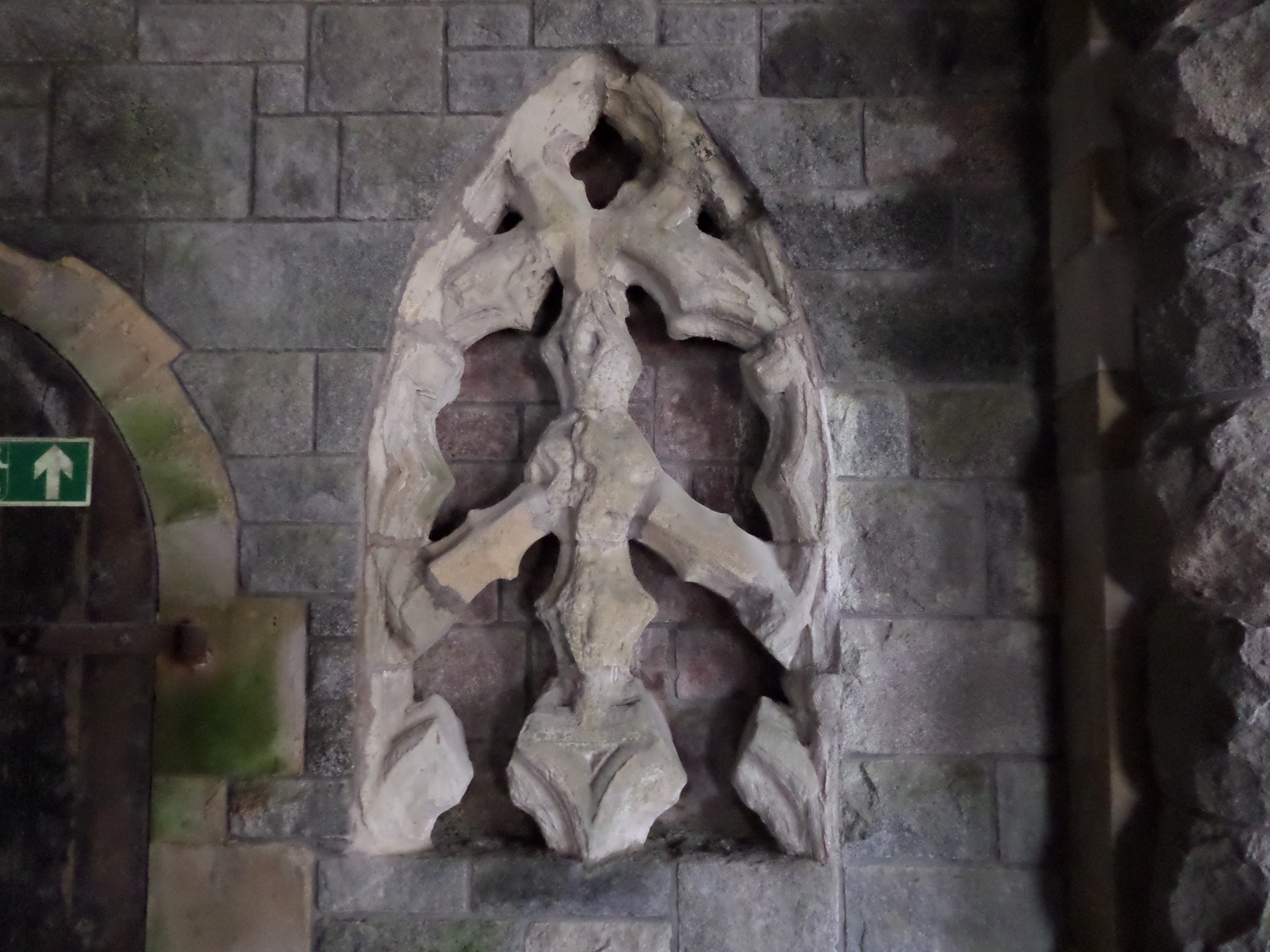
Ventana de Iona
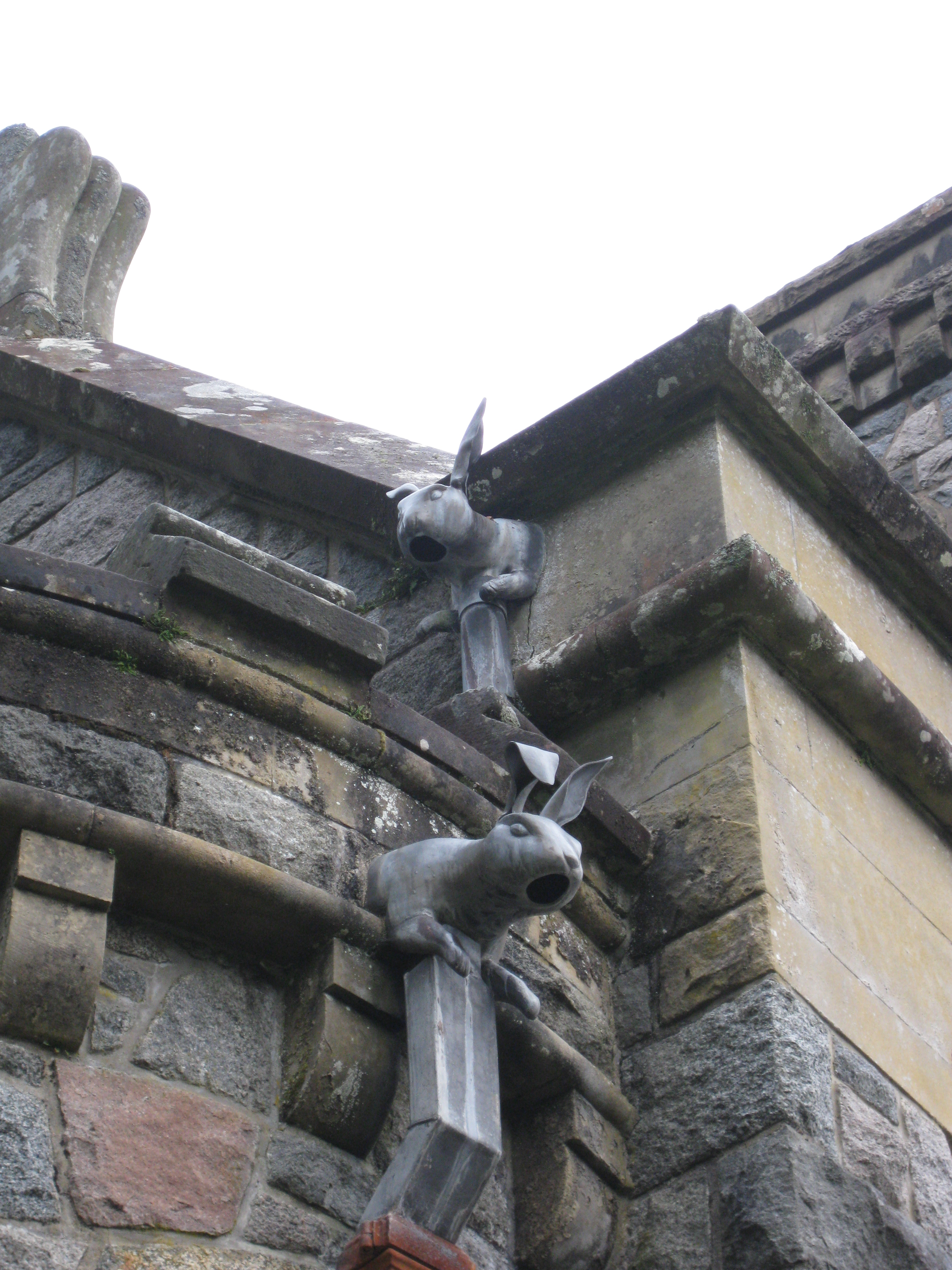
Gárgolas - conejo
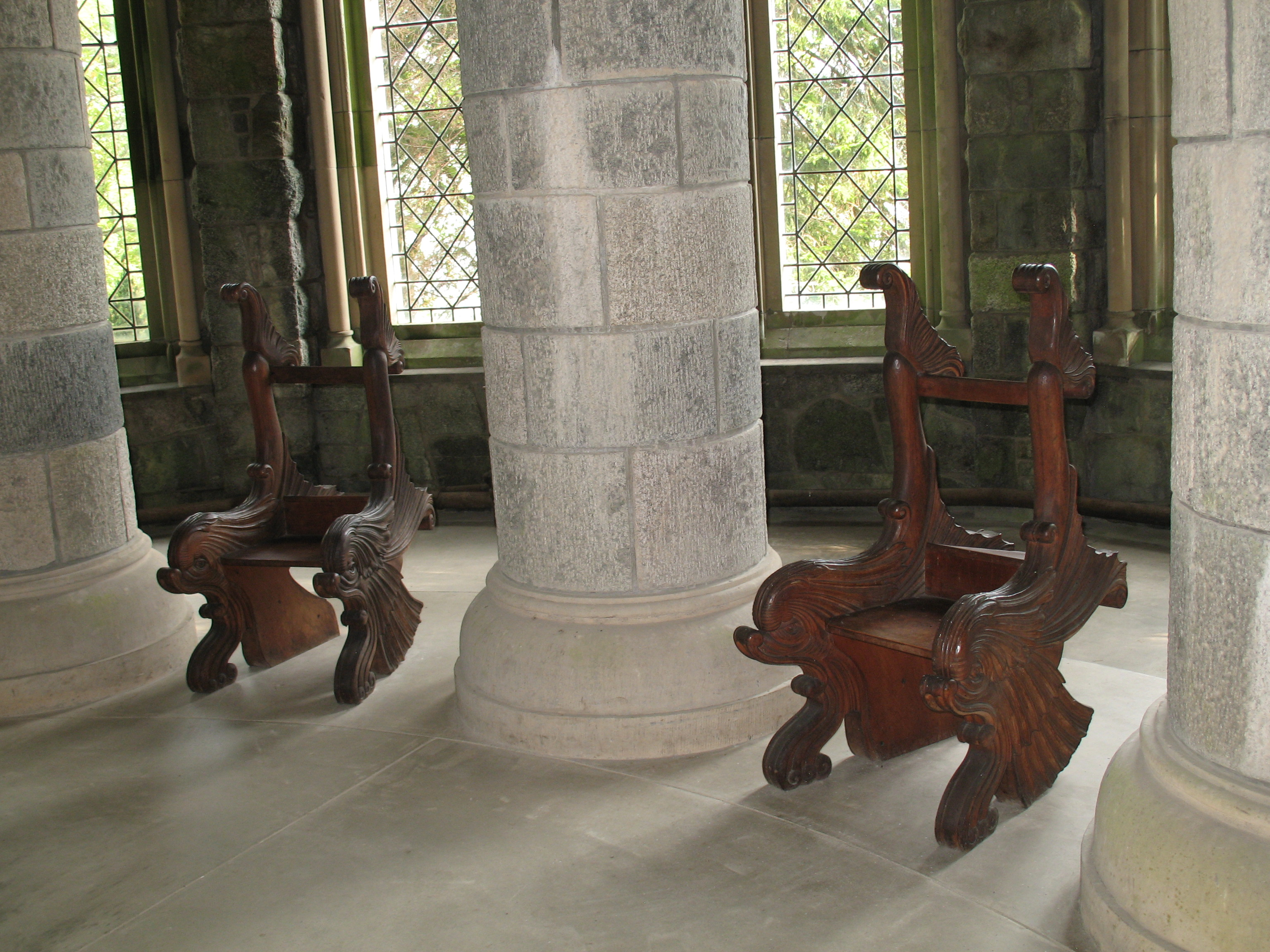
Sillas - delfín.
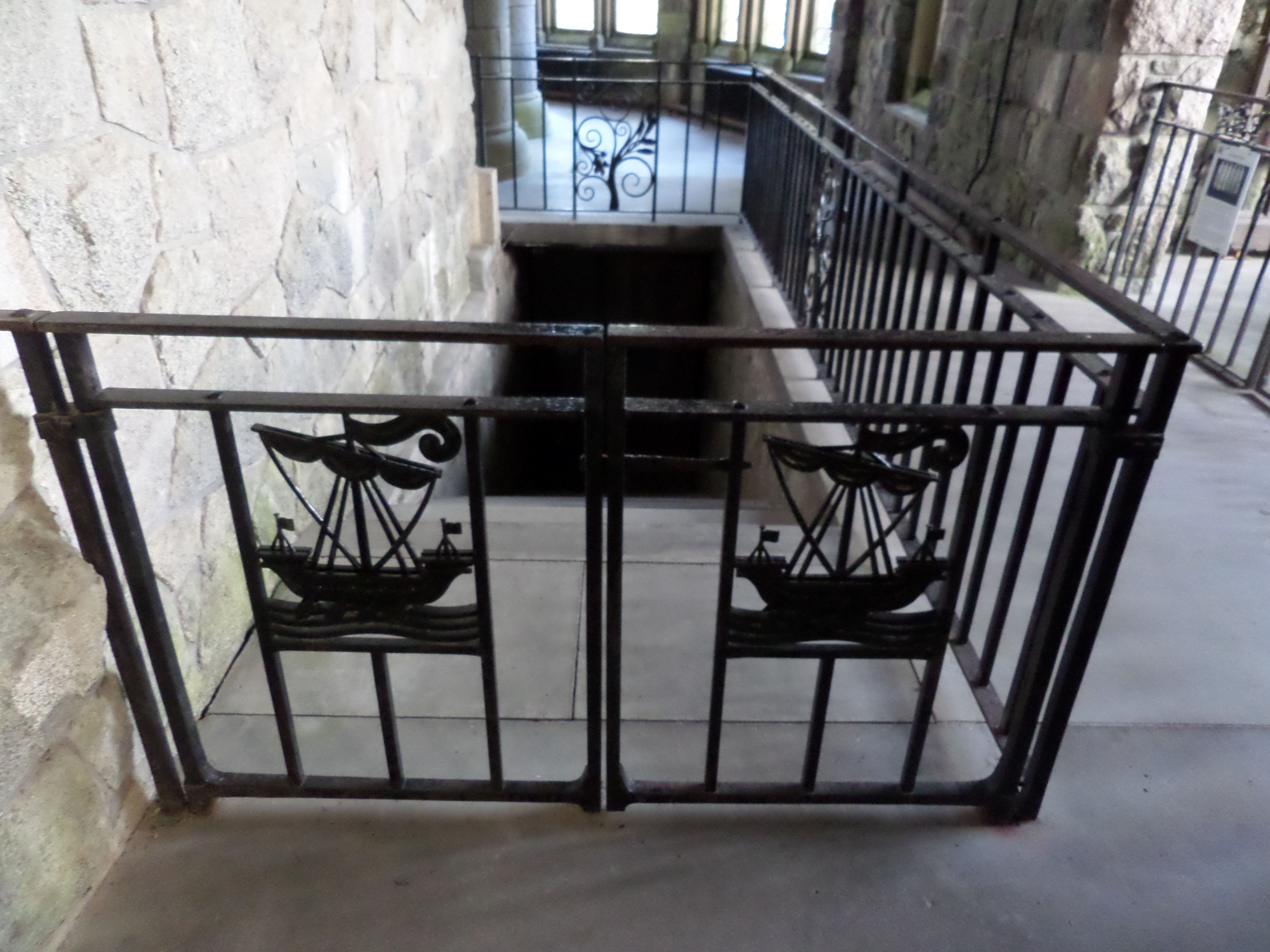
Rejas artesanales.
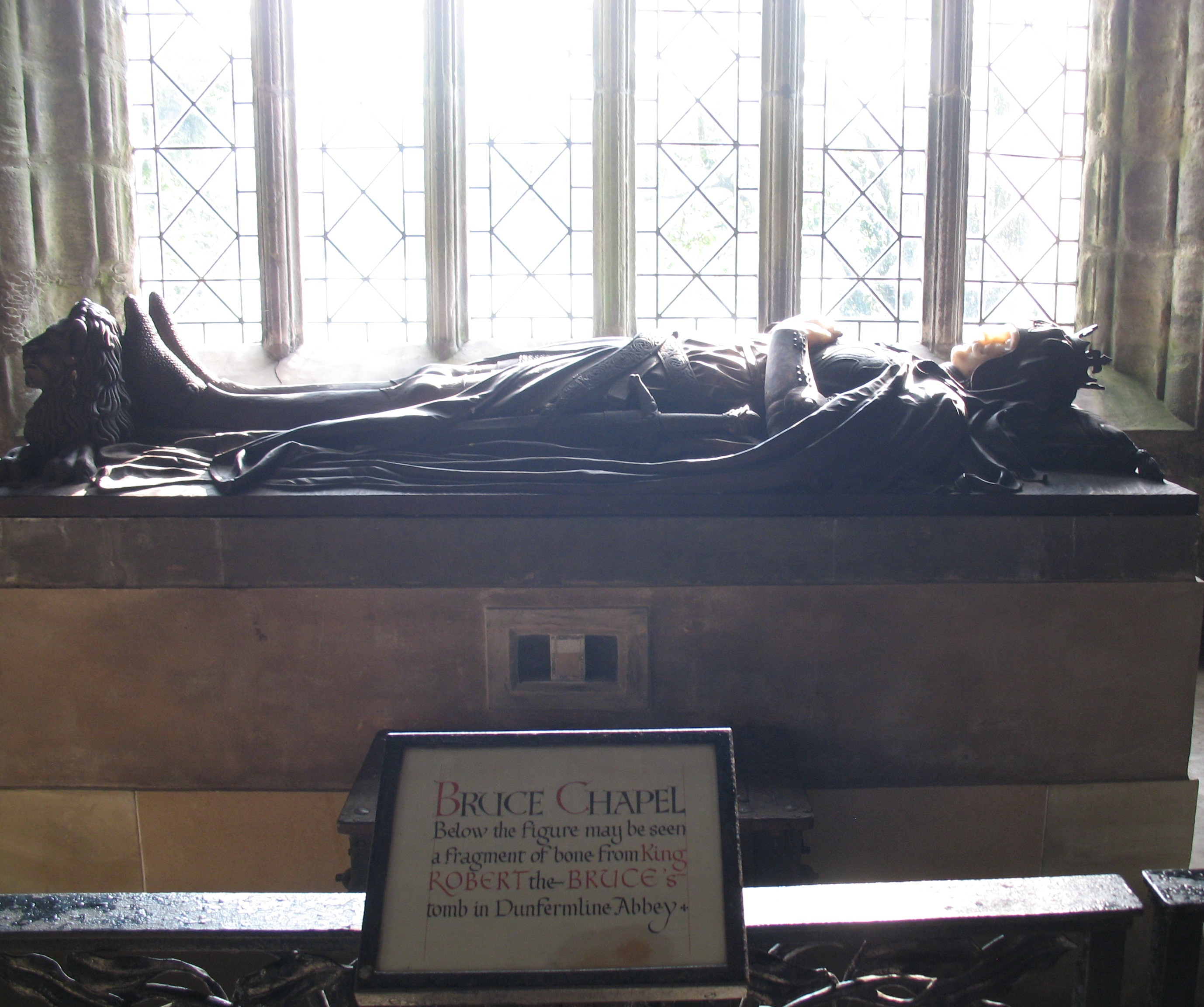
Capilla de Robert the Bruce.
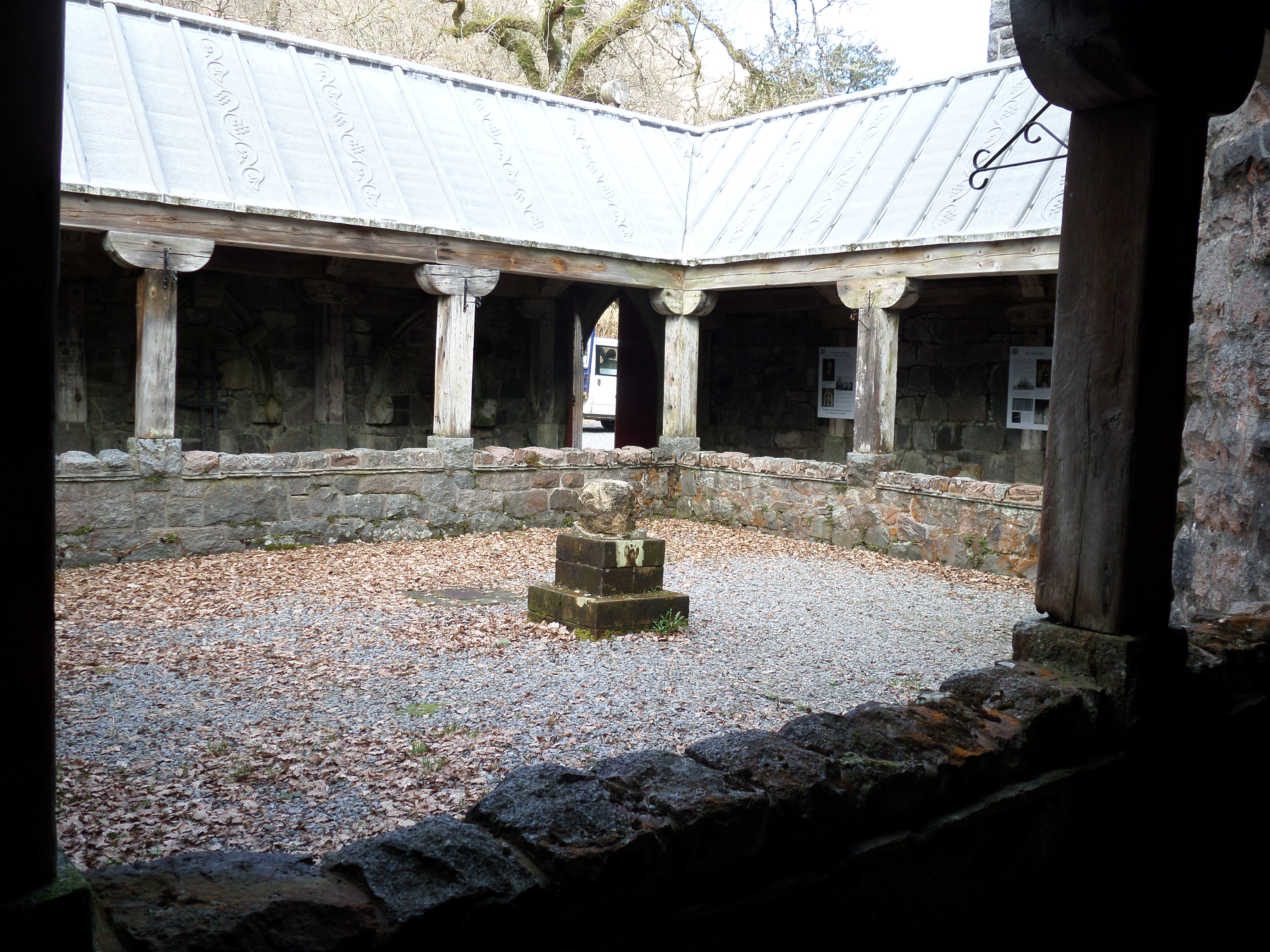
Claustro.